# Emilio Correa Bayeux
Emilio Correa Bayeux (født 12. oktober 1985) er en tidligere cubansk amatørbokser, som boksede i vægtklassen mellemvægt. Correas største internationale resultater er en sølvmedalje fra Sommer-OL 2008 i Beijing, Kina, og en bronzemedalje fra VM i 2005 i Mianyang, Kina. Han repræsenterede Cuba under Sommer-OL 2008 hvor han vandt en sølvmedalje efter James DeGale fra England.